# Netsky (DJ)

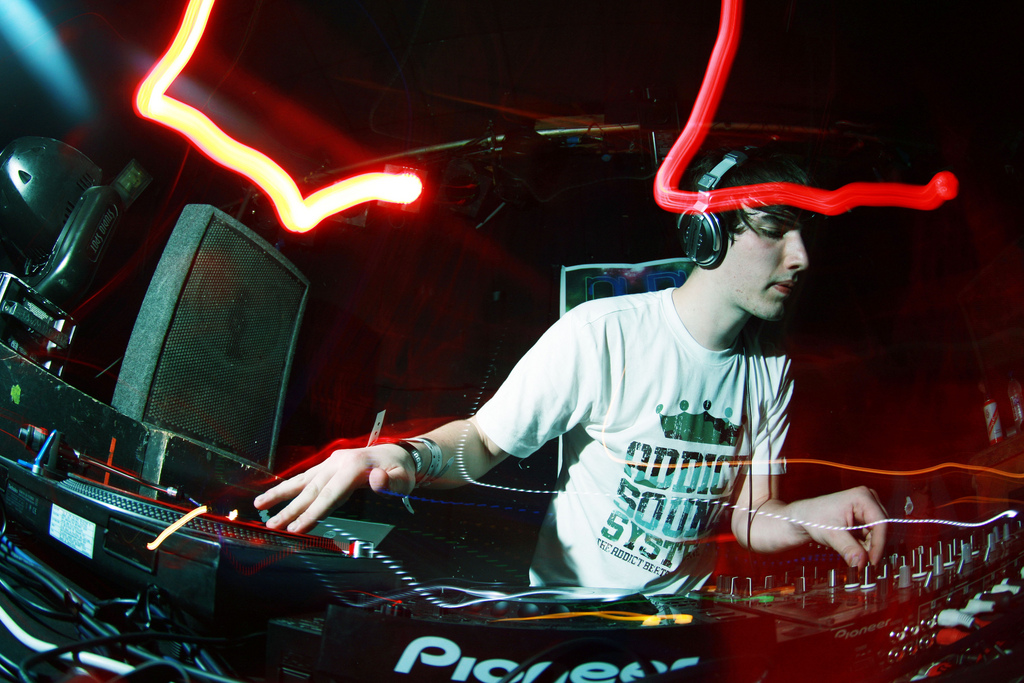
Netsky (2008)

Netsky (* 22. März 1989 in Edegem; bürgerlich Boris Daenen) ist ein belgischer Drum-and-Bass-Produzent und DJ, der insbesondere durch das Lied Come Alive Bekanntheit erlangte.

## Karriere
Netsky begann im Bereich des Liquid Funks und prägte seine Lieder oft mit melancholischen Melodien, wodurch er sich schnell innerhalb der Szene etablieren konnte. Innerhalb eines Jahres hatte er zahlreiche Veröffentlichungen auf den bekanntesten Drum-and-Bass-Labels, darunter Liq-Weed Ganja, Spearhead und Talkin Beatz mit zahlreichen Kollaborationen mit DJs wie DJ Friction, DJ Hype und Fabio. Bereits wenige Monate nach seinem ersten Release war er nominiert für den Preis als Best Upcoming Producer bei den „Drum & Bass Arena Awards“. Ende 2009 unterzeichnete er einen Plattenvertrag bei Hospital Records.
Am 31. Mai 2010 veröffentlichte Netsky sein erstes, selbstbetiteltes Debütalbum, mit dem ihm ein Sprung in die belgischen Album-Charts gelang. Im August 2010 koppelte er das Lied Moving with You aus dem Studioalbum aus. Dieses entstand in Zusammenarbeit mit britischen Sängerin Jenna G. Auch das Lied Iron Heart erschien als Single. Noch im selben Jahr begann er als Produzent für Remixe seinen Namen auch über die Grenzen hinaus bekannt zu machen. So mixte er unter anderem für Pendulum, die Swedish House Mafia oder Plan B.
Am 6. Februar 2011 erschien das Lied Tonight, eine Kollaboration mit dem britischen Musiker Danny Byrd, der bereits im Vorjahr mit mehreren D’n’B-Produktionen in die britischen Single-Charts vorrücken konnte. Auch dieser Song erreichte die Top-100 der Charts des Vereinigten Königreichs und war Teil von Byrds Studioalbum Rave Digger, welches im Vorjahr erschien.
Am 25. Juni 2012 erschien sein zweites Studioalbum 2. Dieses konnte sich erfolgreich in Großbritannien in den Charts platzieren und erreichte die Spitze der Musikcharts des belgischen Landesteils Flandern. Ausschlaggebend für den Erfolg des Albums waren insbesondere die Vorab-Single-Veröffentlichungen Give & Take und Come Alive. Letztere erreichte nicht nur die Top-10 der britischen Single-Charts, sondern auch eine Platzierung in Deutschland und Österreich. Bekanntheit im deutschsprachigen Teil Europas erhielt der Song insbesondere durch seine Verwendung als Werbesong für den Fernsehsender Pro7. Die Lieder Love Has Gone und We Can Only Live Today (Puppy) wurden ebenfalls nachträglich als Single veröffentlicht.
Der im Jahr 2014 veröffentlichte Non-Album-Track Running Low stellt eine Zusammenarbeit mit der US-amerikanischen Gossip-Sängerin Beth Ditto dar. Der Song erreichte wieder die deutschen Single-Charts, die Spitze der flämischen sowie auch eine Platzierung in den britischen Single-Charts. Ditto taucht jedoch nicht im offiziellen Musikvideo auf. Bei einem Liveauftritt bei den Music Industry Awards wurde sie von der belgischen Sängerin Selah Sue vertreten.
Am 5. Juli 2015 wurde das Lied Rio als offizielle Lead-Single seines kommenden Studioalbums veröffentlicht. Es enthält Gesang des Londoner Musikproduzenten und Songwriters Digital Farm Animals. Der Track wurde einen Monat zuvor bei BBC Radio 1 premiert. Das offizielle Musikvideo zu Rio wurde am 6. Juli, einem Tag nach seiner Veröffentlichung erstmals gezeigt. Der Clip, der im Cartoon-Stil gestaltet wurde vom Animationskollektiv Powster inszeniert. Es zeigt beide Künstler als animierte Versionen in Rio de Janeiro. Im Folgejahr wurde eine Remix-Version mit dem US-amerikanischen Rapper Macklemore produziert.
Am 22. Januar 2016 wurde das Lied Work It Out, eine weitere Kollaboration mit Digital Farm Animals als Folgesingle des Albums veröffentlicht. Es wurde am Vortag wieder bei BBC Radio 1 uraufgeführt. Das offizielle Musikvideo erschien einen Monats später als interaktives Video, das von Powster in Zusammenarbeit mit Vevo erstellt wurde. Beide Künstler geben einen Cameo-Auftritt vom vorherigen Musikvideo. In den flämischen Single-Charts rückte der Song unter die ersten fünf.
Am 25. März 2016 erschien die zweiten Vorab-Single Forget What You Look Like, die Gesang von Elizabeth Lowell Boland enthält, der von ihrer 2015 erschienenen Alle-Farben-Kollaboration Get High gesamplet wurde. Das Lied Higher, eine Kollaboration mit dem DJ und Produzenten Jauz aus Los Angeles wurde als Promo-Single am selben Tag veröffentlicht. Die Zusammenarbeit feierte zwei Tage zuvor als Zane Lowe World-Record in seine Beats-1-Radio-Show Premiere. Higher wurde am 20. Mai 2016 als dritte offizielle Single des Studioalbums ausgekoppelt. Auch der Song TNT wurde am 20. Mai 2016 als Promo-Single veröffentlicht. Mit dabei ist Chromeo-Mitglied Dave 1 sowie Singer-Songwriter Sam Frank, der zuvor Netskys Song Without You sang. Der Track wurde stark von Prince’ 1979er-Hit I Wanna Be Your Lover inspiriert. Diesen zählt Netsky zu einem seiner musikalischen Helden.
Am 3. Juni 2016 erschien schlussendlich sein drittes Studioalbum 3, das wie auch das Vorgängeralbum 2 bis an die Spitze flämischen Album-Charts vorrückte. Es waren Kollaborationen mit unter anderem Arlissa Ruppert und Emeli Sandé enthalten. Mit dem Lied Here with You erschien am 30. Juni 2017 eine Kollaboration mit dem belgischen Musiker Lost Frequencies, die die Single-Charts beider belgischer Teile, sowie Platinstatus in Flandern erreichen konnte.
Im Folgejahr veröffentlichte Netsky das Lied Téquila Limonada, dem der peruanische Sänger A:Chal Gesang beisteuerte. Der Track rückte bis auf Platz 18 der belgischen Single-Charts vor. Zwischen 2017 und 2018 arbeitete der Belgier mit dem französischen DJ und Produzenten David Guetta an seinem siebten Studioalbum 7. Dabei entstanden die Lieder Battle und Light Headed. Ebenfalls entstand dabei der Song Ice Cold, eine Electro-House-basierende Coverversion des Songs Cold as Ice von Foreigner aus dem Jahr 1977.

## Diskografie

### Studioalben
| Jahr | Titel         | Höchstplatzierung, Gesamtwochen, AuszeichnungChartplatzierungen (Jahr, Titel, Platzierungen, Wochen, Auszeichnungen, Anmerkungen) | Höchstplatzierung, Gesamtwochen, AuszeichnungChartplatzierungen (Jahr, Titel, Platzierungen, Wochen, Auszeichnungen, Anmerkungen) | Höchstplatzierung, Gesamtwochen, AuszeichnungChartplatzierungen (Jahr, Titel, Platzierungen, Wochen, Auszeichnungen, Anmerkungen) | Anmerkungen                            |
| Jahr | Titel         | UK | BEF | BEW | Anmerkungen                            |
| ---- | ------------- | --- | --- | --- | -------------------------------------- |
| 2010 | Netsky        | — | BEF24 (77 Wo.)BEF | BEW166 (1 Wo.)BEW | Erstveröffentlichung: 31. Mai 2010     |
| 2012 | 2             | UK29 (2 Wo.)UK | BEF1 Gold · (74 Wo.)BEF | BEW74 (29 Wo.)BEW | Erstveröffentlichung: 25. Juni 2012    |
| 2016 | 3             | — | BEF1 (34 Wo.)BEF | BEW35 (8 Wo.)BEW | Erstveröffentlichung: 3. Juni 2016     |
| 2020 | Second Nature | — | BEF8 (19 Wo.)BEF | BEW187 (1 Wo.)BEW | Erstveröffentlichung: 30. Oktober 2020 |

### EPs
- 2018: Abbot Kinney

### Singles
| Jahr | Titel Album                                       | Höchstplatzierung, Gesamtwochen, AuszeichnungChartplatzierungen (Jahr, Titel, Album, Platzierungen, Wochen, Auszeichnungen, Anmerkungen) | Höchstplatzierung, Gesamtwochen, AuszeichnungChartplatzierungen (Jahr, Titel, Album, Platzierungen, Wochen, Auszeichnungen, Anmerkungen) | Höchstplatzierung, Gesamtwochen, AuszeichnungChartplatzierungen (Jahr, Titel, Album, Platzierungen, Wochen, Auszeichnungen, Anmerkungen) | Höchstplatzierung, Gesamtwochen, AuszeichnungChartplatzierungen (Jahr, Titel, Album, Platzierungen, Wochen, Auszeichnungen, Anmerkungen) | Höchstplatzierung, Gesamtwochen, AuszeichnungChartplatzierungen (Jahr, Titel, Album, Platzierungen, Wochen, Auszeichnungen, Anmerkungen) | Anmerkungen                                                      |
| Jahr | Titel Album                                       | DE | AT | UK | BEF | BEW | Anmerkungen                                                      |
| --- | ------------------------------------------------- | --- | --- | --- | --- | --- | ---------------------------------------------------------------- |
| 2011 | Tonight Rave Digger                               | — | — | UK91 (1 Wo.)UK | — | — | Erstveröffentlichung: 6. Februar 2011 Danny Byrd feat. Netsky    |
| 2012 | Give & Take 2                                     | — | — | — | BEF17 (7 Wo.)BEF | — | Erstveröffentlichung: 16. Januar 2012                            |
| 2012 | Come Alive 2                                      | DE75 (1 Wo.)DE | AT35 (1 Wo.)AT | — | BEF10 Platin · (29 Wo.)BEF | — | Erstveröffentlichung: 21. Mai 2012                               |
| 2012 | Love Has Gone 2                                   | — | — | — | BEF14 (11 Wo.)BEF | — | Erstveröffentlichung: 30. Juli 2012                              |
| 2012 | We Can Only Live Today (Puppy) 2 (Deluxe Edition) | — | — | — | BEF8 Platin · (26 Wo.)BEF | BEW11 (19 Wo.)BEW | Erstveröffentlichung: 5. November 2012 feat. Billie              |
| 2014 | Running Low –                                     | DE100 (1 Wo.)DE | — | UK80 (1 Wo.)UK | BEF1 Gold · (17 Wo.)BEF | BEW21 (6 Wo.)BEW | Erstveröffentlichung: 16. Juni 2014 feat. Beth Ditto             |
| 2015 | Rio 3                                             | — | — | UK— SilberUK | BEF4 Gold · (17 Wo.)BEF | — | Erstveröffentlichung: 5. Juli 2015                               |
| 2016 | Work It Out 3                                     | — | — | — | BEF5 (17 Wo.)BEF | — | Erstveröffentlichung: 22. Januar 2016 feat. Digital Farm Animals |
| 2016 | Higher 3                                          | — | — | — | BEF19 (19 Wo.)BEF | — | Erstveröffentlichung: 25. März 2016 mit Jauz                     |
| 2016 | Who Knows 3                                       | — | — | — | BEF30 (9 Wo.)BEF | — | Erstveröffentlichung: 10. Juni 2016 feat. Paije                  |
| 2017 | Here with You –                                   | — | — | — | BEF2 ×2Doppelplatin · (19 Wo.)BEF | BEW47 (3 Wo.)BEW | Erstveröffentlichung: 30. Juni 2017 mit Lost Frequencies         |
| 2018 | Téquila Limonada –                                | — | — | — | BEF18 (11 Wo.)BEF | — | Erstveröffentlichung: 2018 feat. A.Chal                          |
| 2019 | I Don’t Even Know You Anymore –                   | — | — | — | BEF42 (3 Wo.)BEF | — | Erstveröffentlichung: 22. März 2019 feat. Bazzi & Lil Wayne      |
| 2020 | Let Me Hold You Second Nature                     | — | — | UK— SilberUK | BEF12 Gold · (22 Wo.)BEF | — | Erstveröffentlichung: 30. Oktober 2020 mit Hybrid Minds          |
| 2022 | Barricades –                                      | — | — | — | BEF44 (4 Wo.)BEF | — | Erstveröffentlichung: 22. Juni 2022 mit Rita Ora                 |
| Folgende Lieder erschienen nicht als Single, wurden aber durch das Album zum Download und Streaming bereitgestellt und konnten somit eine Platzierung erlangen: |                                                   | | | | | |                                                                  |
| |                                                   | | | | | |                                                                  |
| 2021 | Hold On Second Nature                             | — | — | — | BEF45 (4 Wo.)BEF | — | Charteinstieg: 26. Juni 2021 feat. Becky Hill                    |

Weitere Singles
- 2009: King of the Stars / Dolamite (mit Crystal Clear)
- 2009: Prisma / Tomorrow’s Another Day
- 2009: Starlight / Young and Foolish
- 2009: Everyday / Come Back Home
- 2009: Generations (S.P.Y Remix) / Hold On to Love (mit BCee)
- 2009: I Refuse / Midnight Express
- 2010: Secret Agent / Skins US EP
- 2010: Eyes Closed / Smile
- 2010: Turn Up (The Music) / Memory Lane (mit Camo & Krooked)
- 2010: Your Way / Daydreaming
- 2010: Moving with You (feat. Jenna G)
- 2010: Iron Heart
- 2013: Without You (Promo-Single)
- 2014: Can’t Speak (mit Metrik feat. Stealth)
- 2016: Forget What You Look Like (feat. Lowell)
- 2016: TNT (feat. Dave 1)
- 2018: Ice Cold (mit David Guetta)
- 2018: Voodoo Magic (mit Stargate feat. Toulouse)
- 2019: I Don’t Even Know You Anymore (feat. Bazzi & Lil Wayne)

### Remixes
- 2009: Miike Snow – Black and Blue
- 2010: CHEW Lips – Karen
- 2010: Mutated Forms – Glory Days (Never Again)
- 2010: Audio Bullys – Only Man
- 2010: Pendulum – Witchcraft
- 2010: Swedish House Mafia – One
- 2010: Underworld feat. High Contrast – Scribble
- 2011: Rusko – Everyday
- 2011: Jessie J – Nobody’s Perfect
- 2012: Netsky – Love Has Gone (Netsky’s Love Must Go On Refix)
- 2012: Madeon – Finale
- 2012: Netsky – Wanna Die For You (Rework) (mit Metrik)
- 2014: Ed Sheeran – Don’t
- 2014: Shameboy – Strobot
- 2014: Jack Ü feat. Kiesza – Take Ü There
- 2017: Dua Lipa – Be the One
- 2018: Elias – Focus

## Auszeichnungen für Musikverkäufe
| Goldene Schallplatte - Neuseeland - 2022: für das Album 2 - Niederlande - 2017: für die Single Here with You | Platin-Schallplatte - Neuseeland - 2020: für die Single Rio - 2022: für das Album 3 - 2022: für das Album Second Nature |

Anmerkung: Auszeichnungen in Ländern aus den Charttabellen bzw. Chartboxen sind in ebendiesen zu finden.
| Land/RegionAuszeichnungen für Musikverkäufe (Land/Region, Auszeichnungen, Verkäufe, Quellen) | Silber     | Gold     | Platin     | Verkäufe | Quellen              |
| -------------------------------------------------------------------------------------------- | ---------- | -------- | ---------- | -------- | -------------------- |
| Belgien (BRMA)                                                                               | —          | 4× Gold4 | 4× Platin4 | 120.000  | ultratop.be          |
| Neuseeland (RMNZ)                                                                            | —          | Gold1    | 3× Platin3 | 67.500   | radioscope.co.nz NZ2 |
| Niederlande (NVPI)                                                                           | —          | Gold1    | —          | 20.000   | nvpi.nl              |
| Vereinigtes Königreich (BPI)                                                                 | 2× Silber2 | —        | —          | 400.000  | bpi.co.uk            |
| Insgesamt                                                                                    | 2× Silber2 | 6× Gold6 | 7× Platin7 |          |                      |